# Barre-de-Semilly
Barre-de-Semilly é uma comuna francesa na região administrativa da Normandia, no departamento Mancha. Estende-se por uma área de 7,72 km². Em 2010 a comuna tinha 1 060 habitantes (densidade: 137,3 hab./km²).